# قنفذ قزم إفريقي
القنفذ القزم الأفريقي[بحاجة لمصدر] (الاسم العلمي: Atelerix albiventris) حيوان ثديي صغير وجد في أنحاء كثيرة من وسط وشرق أفريقيا، من فصيلة القنفذيات وهي الفصيلة الوحيدة الحية من رتبة Erinaceomorpha لذا تعتبر الفصيلة نفسها رتبة.